# Tiputinia foetida
Tiputinia foetida là một loài thực vật có hoa trong họ Burmanniaceae. Loài này được P.E.Berry & C.L.Woodw. mô tả khoa học đầu tiên năm 2007.